# Vigoulet-Auzil
 Vigoulet-Auzil  es una población y comuna francesa, en la región de Mediodía-Pirineos, departamento de Alto Garona, en el distrito de Toulouse y cantón de Castanet-Tolosan.

## Demografía
| 133 | 212 | 500 | 735 | 927 | 990 |
| Para los censos de 1962 a 1999 la población legal corresponde a la población sin duplicidades (Fuente: INSEE [Consultar]) |     |     |     |     |     |

Forma parte de la aglomeración urbana de Toulouse.